# Eduardo Saborido
Eduardo Saborido Galán (Sevilla, 5 de febrero de 1940) es un sindicalista y político español, exdirigente de Comisiones Obreras (CC.OO.) y del Partido Comunista de España (PCE).

## Biografía
Trabajador de Hispano Aviación, destacó desde joven como sindicalista y líder del sector metalúrgico. Como consecuencia de ello sufrió varias detenciones y tres procesos judiciales por la dictadura franquista. En 1969 cumplió pena de destierro en Jaén. Fundador de CCOO, es uno de los protagonistas de su desarrollo en la provincia de Sevilla, mientras milita en la clandestinidad debido a una condena de seis años de prisión tras ser juzgado en rebeldía. Su nombre de guerra en este periodo será el de Jesús Sánchez.
En junio de 1972 fue de nuevo detenido junto al resto de miembros de la dirección estatal de CC.OO., que serían juzgados en el Proceso 1001, siendo condenado en el mismo a más de 20 años de prisión. Tras la muerte del general Franco en 1975 es indultado.
Durante la Transición será elegido miembro de la Comisión Ejecutiva Confederal de CC.OO. en su I Congreso (1978), secretario general de CCOO de Andalucía; y en el plano político, miembro del Comité Central y del Comité Ejecutivo del PCE.
En las elecciones generales de 1979 fue elegido diputado del PCE por Sevilla, aunque abandonó el Congreso de los Diputados pocos meses después de ser elegido. Posteriormente fue diputado del Parlamento de Andalucía y militante de Izquierda Unida. En 1983 dimitió como secretario general de CCOO de Andalucía al oponerse a la política de oposición del sindicato al entonces gobierno de Felipe González. En 1998 le fue concedida la Medalla de Andalucía por su trayectoria sindical.